# Colopea pusilla
Espèce
Synonymes
- Stenochilus pusillus Simon, 1893

Colopea pusilla est une espèce d'araignées aranéomorphes de la famille des Stenochilidae.

## Distribution
Cette espèce est endémique des Philippines. Elle se rencontre à Luçon et à Mindoro.

## Description
La femelle syntype mesure 4 mm.
Le mâle décrit par Lehtinen en 1982 mesure 3,8 mm et la femelle 4,3 mm.

## Systématique et taxinomie
Cette espèce a été décrite sous le protonyme Stenochilus pusillus par Simon en 1893. Elle est placée dans le genre Colopea par Simon en 1893.
Metronax laetus, placée en synonymie par Platnick et Shadab en 1974, a été relevée de synonymie par Lehtinen en 1982.

## Publication originale
- Simon, 1893 : « Arachnides. Voyage de M. E. Simon aux îles Philippines (mars et avril 1890). 6e Mémoire. » Annales de la Société Entomologique de France, vol. 62, p. 65-80 (texte intégral).